# Thin Ice (film fra 1919)
Thin Ice er en amerikansk stumfilm fra 1919 af Thomas R. Mills.

## Medvirkende
- Corinne Griffith som Alice Winton
- Charles Kent som George Winton
- Jack McLean som Ned Winton
- L. Rogers Lytton som Benjamin Graves
- Walter Horton som Paul Rooks